# Västerfjärden, Malax
Västerfjärden är en fjärd i Finland. Den ligger i kommunen Malax i landskapet Österbotten, i den sydvästra delen av landet, 400 km nordväst om huvudstaden Helsingfors.
Västerfjärden omgärdas av fastlandet i söder och väster, av Rankelön i öster och är öppen mot Storfjärden i norr. Den södra delen av Västerfjärden kallas för Vägviksfjärden.